# توب كودر
توب كودر (بالإنجليزية: Topcoder)‏ هي شركة تدير مسابقات في البرمجة تستضيف مسابقات خوارزمية اسبوعية على الإنترنت وكذلك المسابقات الاسبوعية في التصميم والتطوير. العمل في التصميم والتطوير تنتج برمجيات المفيد ومرخص به من أجل ربح لقب "Topcoder" وتعني المبرمج الأفضل.
يتم الدفع الجوائر للمنافسين المشاركين في إنشاء هذه المكونات بناء على المبيعات.
البرامج الناجمة عن المسابقات خوارزمية—وأقل تواترا مباريات الماراثون—لا يعتبر عادة مفيدة بشكل مباشر، ولكن في بعض الأحيان ان تقدم الشركات في تقديم أموال لسداد الفائزون.الإحصاءات (يتم تعقب على مر الزمن لالمنافسين في كل فئة بما فيها إجراء «تصنيف» لكل المطور).

## أنواع المسابقات
- الخوارزميات (المنافسة طولها حوالي 2 ساعة): تعطي المنافسين مجموعة (عادة من ثلاثة) من حسابي المشاكل و75 دقيقة على الوجه التحديد لحل أكبر عدد مستطاع.
- التصميم (مدة المنافسة اسبوع): تعطي المنافسين مجموعة من متطلبات المستخدمين ومحاولة لتحويلها إلى برامج قابلة للاستخدام مواصفات التصميم.معايير الحكم هي ما تبذله من جهود على مجموعة متنوعة من «العالم الحقيقي» بشأن صحة العملية وتصميمها.
- التنمية (مدة المنافسة اسبوع): تعطي المنافسين مجموعة من مواصفات التصميم ومحاولة لكتابة البرمجيات التي تتوافق مع مكونات تلك المواصفات.يحكم على هذه المكونات بالأداء الوظيفي وبأسلوب التشفير.
- مباريات الماراثون (مدة المنافسة 1 أو 2 اسابيع): المسابقة صعبة بصفة خاصة بالنظر إلى حسابي المشكلة، ويتم التسجيل عن طريق الحاسوب بناء على معايير تناسب على وجه التحديد للمشكلة.
- الاستوديو (الطول المنافسة?): يطلب من المتنافسين اظهار قدراتهم والمهارات الابداعيه في بيئة تنافسية.

## وصلات خارجية
- موقع توب كودر